# Morje v času mrka
Morje v času mrka (COBISS) je roman Mateta Dolenca; izšel je leta 2000 pri Študentski založbi. 
Zgodba je hommage Hemingwayjevem romanu Starec in morje. Po njem je leta 2008 nastal istoimenski film v režiji Jureta Pervanja.

## Vsebina
Roman je intimna pripoved ostarelega intelektualca Vala Sebalda, ki se je prelevil v ribiča ter na ta način kopno in njegovo varljivo civilizacijo že zdavnaj pustil za seboj. Pripoveduje o njegovem življenju na otoku in o njegovem notranjem življenju med zgodbami knjig, v katerih je našel napotilo k morju. Govori tudi o že zdavnaj izgubljeni ljubezni in o novi, za katero je že prestar, pa tudi o njegovem zadnjem spopadu z veliko ribo. Ribo sicer ujame, a ko jo izčrpan pripelje domov, se mu pokvari.